# Maria von Bayern

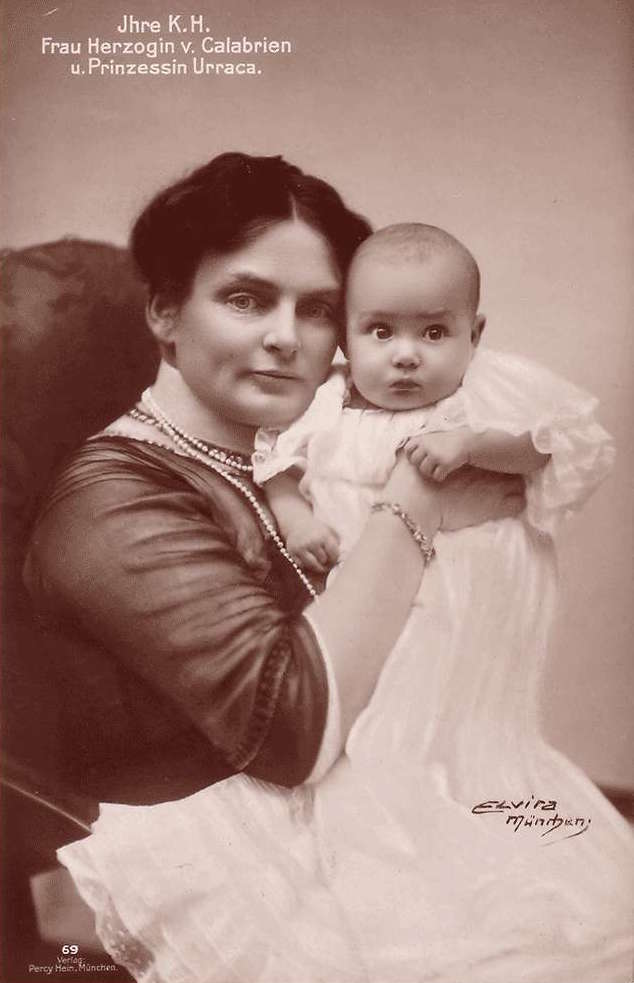
Maria von Bayern mit ihrer jüngsten Tochter Prinzessin Urraca (1913)

Maria Ludwiga Theresia  Prinzessin von Bayern (* 6. Juli 1872 in Lindau; † 10. Juni 1954 ebenda) war eine bayerische Prinzessin.

## Leben
Maria war die Tochter von König Ludwig III. von Bayern und der Erzherzogin Marie Therese von Österreich-Este.
Sie heiratete am 31. Mai 1897 in München Prinz Ferdinand von Bourbon-Sizilien, Herzog von Kalabrien, ältester Sohn von Alfonso Maria di Borbone, Prinz von Bourbon und Neapel-Sizilien und seiner Gemahlin Prinzessin Maria Antonia von Bourbon-Sizilien.
Maria galt als sanftmütig. Als ihre Mutter 1919 im Sterben lag, kümmerte sie sich um deren Pflege. Sie selbst starb mit 81 Jahren in der Villa Amsee in Lindau. Sie ist auf dem zur Filialkirche St. Peter und Paul gehörenden Friedhof des Starnberger Ortsteiles Rieden beigesetzt.

## Nachkommen
- Prinzessin Maria Antonietta (* 16. April 1898; † 11. Januar 1957)
- Prinzessin Maria Cristina (* 4. Mai 1899; † 21. April 1985), ⚭ 1948 Manuel Sotomayor y Luna (1887–1949)
- Prinzessin Maria di Borbone, Duca di Noto (* 7. September 1901; † 1. Dezember 1914)
- Prinzessin Barbara Maria Antonietta Luitpolda (* 14. Dezember 1902; † 1. Januar 1927), ⚭ 1922 Graf Franz Xaver zu Stolberg-Wernigerode (1894–1947)
- Prinzessin Lucia Maria Raniera (* 9. Juli 1908; † 3. November 2001) ⚭ 1938 Prinz Eugen von Savoyen-Genua (1906–1996)
- Prinzessin Urraca Maria Isabella Carolina Aldegonda (* 14. Juli 1913; † 3. Mai 1999)

### Vorfahren
| Ahnentafel von Maria von Bayern | Ahnentafel von Maria von Bayern                                                                   | Ahnentafel von Maria von Bayern                                                                                              | Ahnentafel von Maria von Bayern                                                                                 | Ahnentafel von Maria von Bayern                                                                     | Ahnentafel von Maria von Bayern                                                                                      | Ahnentafel von Maria von Bayern                                                                                      | Ahnentafel von Maria von Bayern                                                                                      | Ahnentafel von Maria von Bayern                                                                                      |
| ------------------------------- | ------------------------------------------------------------------------------------------------- | --- | --- | --------------------------------------------------------------------------------------------------- | --- | --- | --- | --- |
| Ururgroßeltern                  | König Maximilian I. Joseph (1756–1825) ⚭ 1785 Auguste Wilhelmine von Hessen-Darmstadt (1765–1796) | Herzog Friedrich von Sachsen-Hildburghausen (1763–1834) ⚭ 1785 Charlotte Georgine Luise von Mecklenburg-Strelitz (1769–1818) | Großherzog Ferdinand III. von Österreich-Toskana (1769–1824) ⚭ 1790 Luisa Maria von Neapel-Sizilien (1773–1802) | Maximilian von Sachsen (1759–1838) ⚭ 1792 Caroline von Bourbon-Parma (1770–1804)                    | Erzherzog Ferdinand Karl von Österreich (1754–1806) ⚭ 1812 Maria Beatrice d’Este (1750–1829)                         | König Viktor Emanuel I. von Sardinien (1759–1824) ⚭ 1789 Maria Theresia von Österreich-Este (1773–1832)              | Kaiser Leopold II. (1747–1792) ⚭ 1765 Maria Ludovica von Spanien (1745–1792)                                         | Ludwig von Württemberg (1756–1817) ⚭ 1784 Henriette von Nassau-Weilburg (1780–1857)                                  |
| Urgroßeltern                    | König Ludwig I. (1786–1868) ⚭ 1810 Therese von Sachsen-Hildburghausen (1792–1854)                 | König Ludwig I. (1786–1868) ⚭ 1810 Therese von Sachsen-Hildburghausen (1792–1854)                                            | Großherzog Leopold II. von Österreich-Toskana (1797–1870) ⚭ 1816 Maria Anna von Sachsen (1799–1832)             | Großherzog Leopold II. von Österreich-Toskana (1797–1870) ⚭ 1816 Maria Anna von Sachsen (1799–1832) | Erzherzog Franz IV. von Österreich-Este, Herzog von Modena (1779–1846) ⚭ 1812 Maria Beatrix von Savoyen (1792–1840)  | Erzherzog Franz IV. von Österreich-Este, Herzog von Modena (1779–1846) ⚭ 1812 Maria Beatrix von Savoyen (1792–1840)  | Erzherzog Joseph Anton Johann von Österreich (1776–1847) ⚭ 1819 Maria Dorothea von Württemberg (1797–1855)           | Erzherzog Joseph Anton Johann von Österreich (1776–1847) ⚭ 1819 Maria Dorothea von Württemberg (1797–1855)           |
| Großeltern                      | Prinzregent Luitpold von Bayern (1821–1912) ⚭ 1844 Auguste Ferdinande von Österreich (1825–1864)  | Prinzregent Luitpold von Bayern (1821–1912) ⚭ 1844 Auguste Ferdinande von Österreich (1825–1864)                             | Prinzregent Luitpold von Bayern (1821–1912) ⚭ 1844 Auguste Ferdinande von Österreich (1825–1864)                | Prinzregent Luitpold von Bayern (1821–1912) ⚭ 1844 Auguste Ferdinande von Österreich (1825–1864)    | Erzherzog Ferdinand Karl von Österreich-Este (1821–1849) ⚭ 1847 Elisabeth Franziska Maria von Österreich (1831–1903) | Erzherzog Ferdinand Karl von Österreich-Este (1821–1849) ⚭ 1847 Elisabeth Franziska Maria von Österreich (1831–1903) | Erzherzog Ferdinand Karl von Österreich-Este (1821–1849) ⚭ 1847 Elisabeth Franziska Maria von Österreich (1831–1903) | Erzherzog Ferdinand Karl von Österreich-Este (1821–1849) ⚭ 1847 Elisabeth Franziska Maria von Österreich (1831–1903) |
| Eltern                          | König Ludwig III. (1845–1921) ⚭ 1868 Marie Therese von Österreich-Este (1849–1919)                | König Ludwig III. (1845–1921) ⚭ 1868 Marie Therese von Österreich-Este (1849–1919)                                           | König Ludwig III. (1845–1921) ⚭ 1868 Marie Therese von Österreich-Este (1849–1919)                              | König Ludwig III. (1845–1921) ⚭ 1868 Marie Therese von Österreich-Este (1849–1919)                  | König Ludwig III. (1845–1921) ⚭ 1868 Marie Therese von Österreich-Este (1849–1919)                                   | König Ludwig III. (1845–1921) ⚭ 1868 Marie Therese von Österreich-Este (1849–1919)                                   | König Ludwig III. (1845–1921) ⚭ 1868 Marie Therese von Österreich-Este (1849–1919)                                   | König Ludwig III. (1845–1921) ⚭ 1868 Marie Therese von Österreich-Este (1849–1919)                                   |
| Maria von Bayern                |                                                                                                   | | | | | | | |